# Férula papal

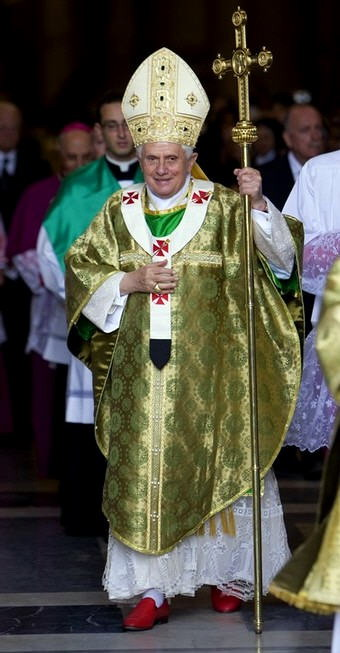
Benedicto XVI con la férula de Pío IX.

La férula es el bastón llevado durante algunas celebraciones litúrgicas. Es similar al báculo pastoral del obispo pero, a diferencia de este último, tiene en la extremidad superior una esfera de metal precioso surmotada, dependiendo de la tipología, por una cruz (con uno o tres brazos horizontales) o un crucifijo.

## Férula papal

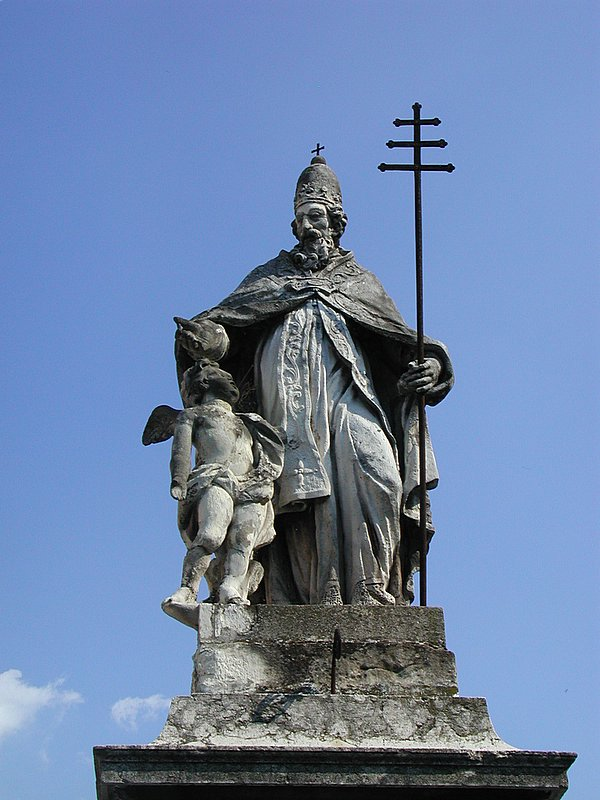
Estatua del papa Silvestre I con una férula dotada de una cruz de tres brazos.

La férula papal es el bastón pastoral característico del papa, también llamado cruz del pescador. En lugar de ser curvo, en la extremidad presenta una cruz, que antiguamente era de tres brazos. Algunos papas han utilizado una férula terminada tanto en cruz latina como en crucifijo. 
En 1983, Juan Pablo II utilizó la férula de tres brazos (el hierofante) en la abertura de la Puerta Santa. Durante el resto de su pontificado, utilizó la férula de Pablo VI, que consta de un asta de plata rematada con un crucifijo con su vertical y travesaño curvos (en vez de rectos, como es tradicional), y la imagen del crucificado con sus piernas exageradamente flectadas y sus brazos exageradamente estirados hacia el travesaño. Es obra del escultor italiano Lelio Scorzelli, quien interpreta la curvatio como «la obediencia del obispo de Roma al misterio de la cruz»[cita requerida]. Fue utilizada desde el 8 de diciembre de 1965 (clausura del Concilio Vaticano II) hasta la Semana Santa del año 2008.
Desde 2008 Benedicto XVI utilizó la férula de Pío IX (terminada en cruz), mientras sus tres predecesores Pablo VI, Juan Pablo I y Juan Pablo II usaron siempre la férula con crucifijo mencionada en el párrafo precedente. En noviembre de 2009 cambió su férula, por otra también con cruz pero de un peso inferior a la de Pío IX y que fue confeccionada con parte de las donaciones del Óbolo de San Pedro y con el escudo de Benedicto XVI.

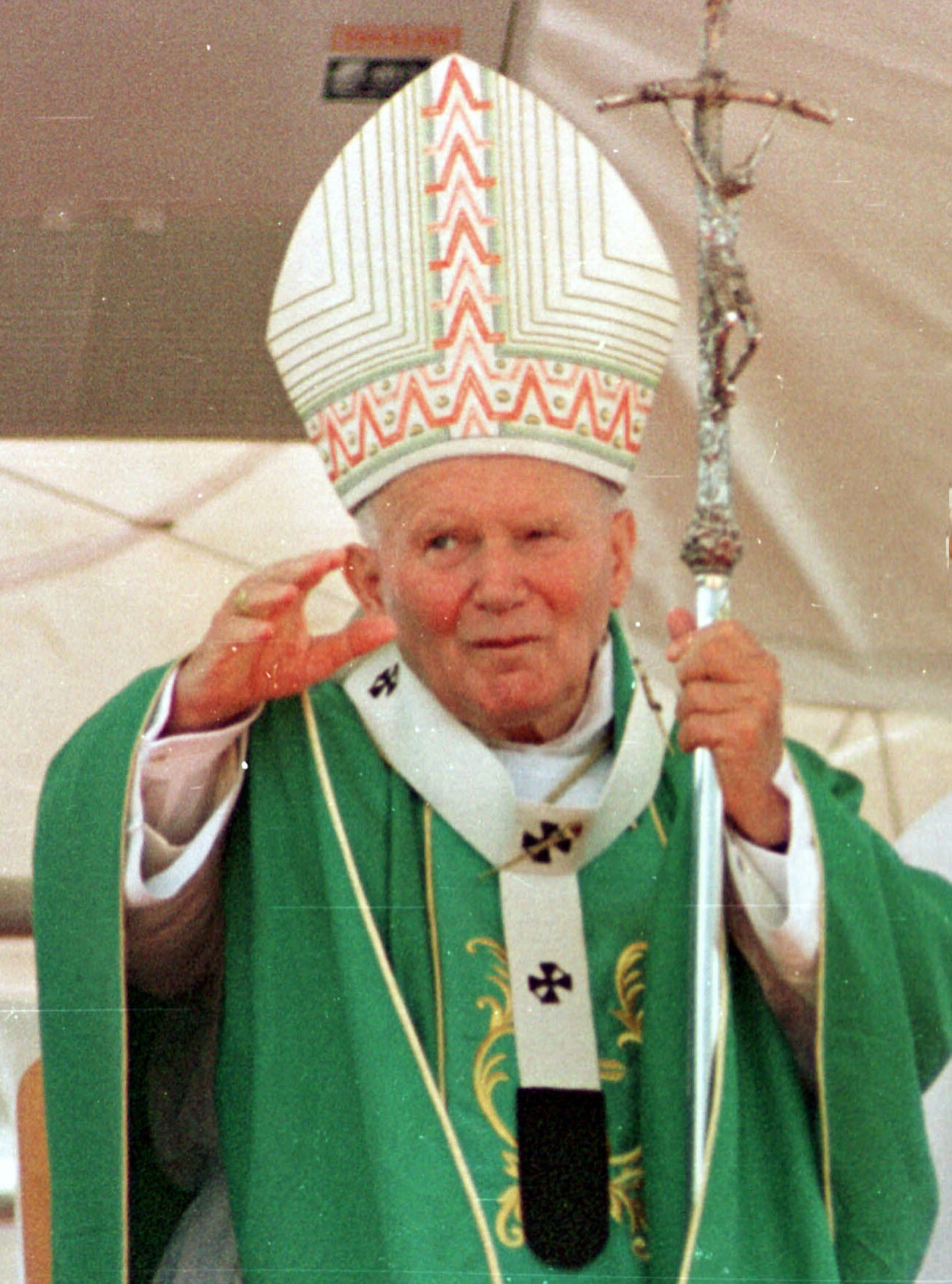
Juan Pablo II con la férula papal de Pablo VI.

Durante la ceremonia de toma de posesión de la catedral de San Juan de Letrán (7 de abril de 2013), el  Papa Francisco retomó el uso de la férula de Pablo VI, en desuso desde 2008. Desde su primera misa como pontífice hasta esta fecha, había utilizado la férula dorada de Benedicto XVI. De acuerdo con lo señalado por la Oficina de Celebraciones Litúrgicas del sumo pontífice, la intención de Francisco es alternar el uso de las dos férulas según el tipo de celebración litúrgica. Durante la misa celebrada en Lampedusa el 8 de julio de 2013, utilizó una férula especial, construida con madera de una de las balsas en las que llegaron los inmigrantes africanos a la isla. El mismo pontífice usó uno de madera durante una misa de Domingo de Ramos celebrada en la Plaza de San Pedro el 13 de abril de 2014.

## Férula común
Portan asimismo férula común: los párrocos que conservan honoríficamente el título de prevosto y los vicarios episcopales.[cita requerida] La férula en los mencionados papeles está todavía en uso dentro del ámbito ambrosiano.
La férula común también es un bastón patriarcal para los católicos y ortodoxos de rito armenio, utilizado asimismo por los ortodoxos de rito bizantino.

## Uso litúrgico de la férula

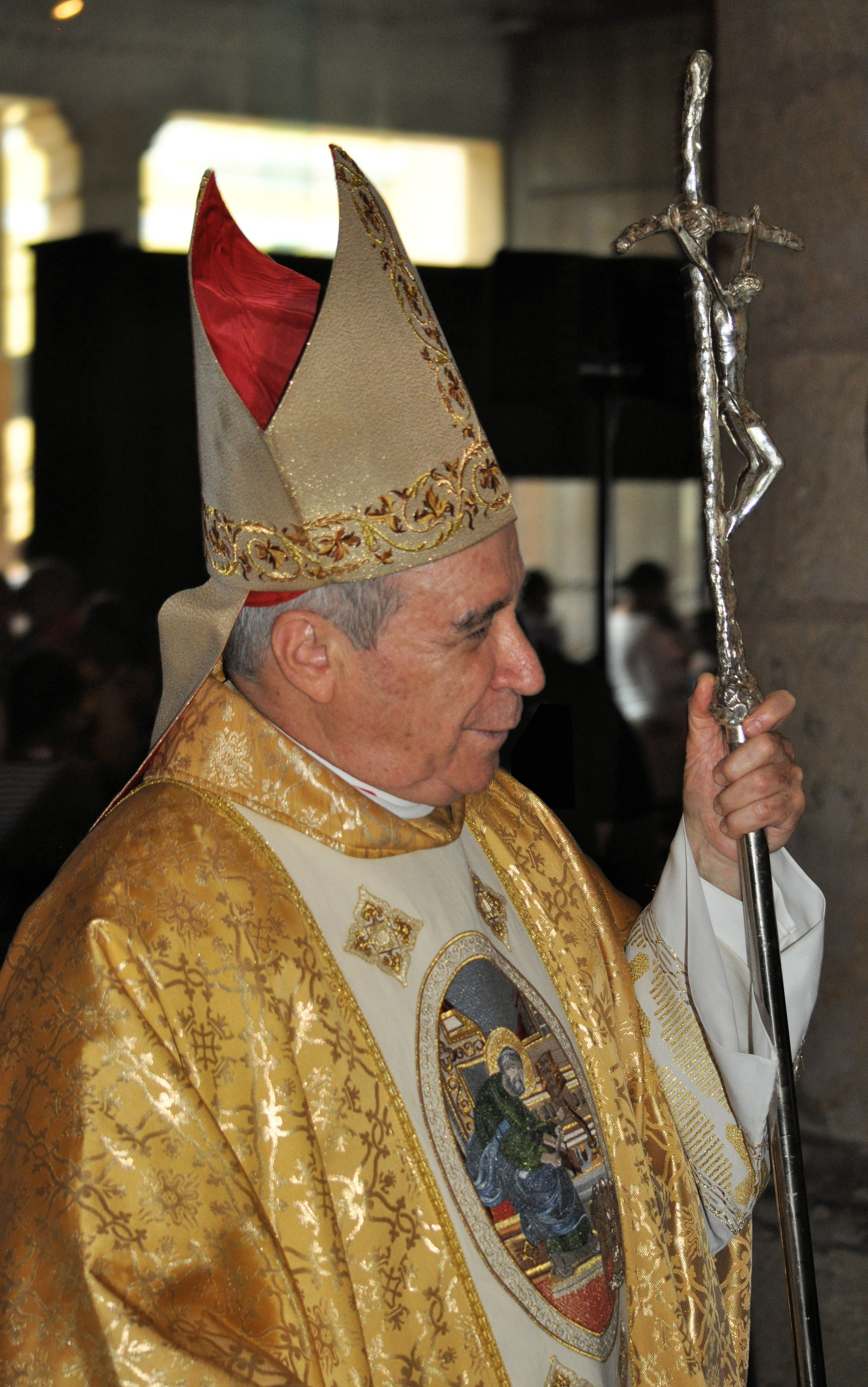
Cardenal Nicolás de Jesús López Rodríguez con su férula personal.

Los momentos litúrgicos durante la Eucaristía, en los que el celebrante ha de sostener con la mano izquierda la férula son:
- Procesión de entrada.
- Proclamación del Evangelio.
- Homilía (según criterio del Papa, aunque suele leer su Homilía sentado)
- Rito de la Confirmación, en su caso.
- Procesión de retirada

En Chile, durante la liturgia de la Purificación de la Memoria, los obispos de ese país usaron una férula papal, que simbolizaba la Cruz de Chile, hecho acontecido en noviembre del 2000. Dos días más tarde, fue usada durante el Congreso Eucarístico Nacional, con la que se dio fin al Jubileo del Año 2000 en Chile.[cita requerida]
Otros obispos, por decisión personal utilizan también férula papal terminada en cruz, en vez del báculo pastoral. Uno de los más connotados es el cardenal André Vingt-Trois, arzobispo de París y primado de Francia. Además, el cardenal Nicolás de Jesús López Rodríguez utilizaba cuando era arzobispo de Santo Domingo una férula que le fue obsequiada por el papa Juan Pablo II. 

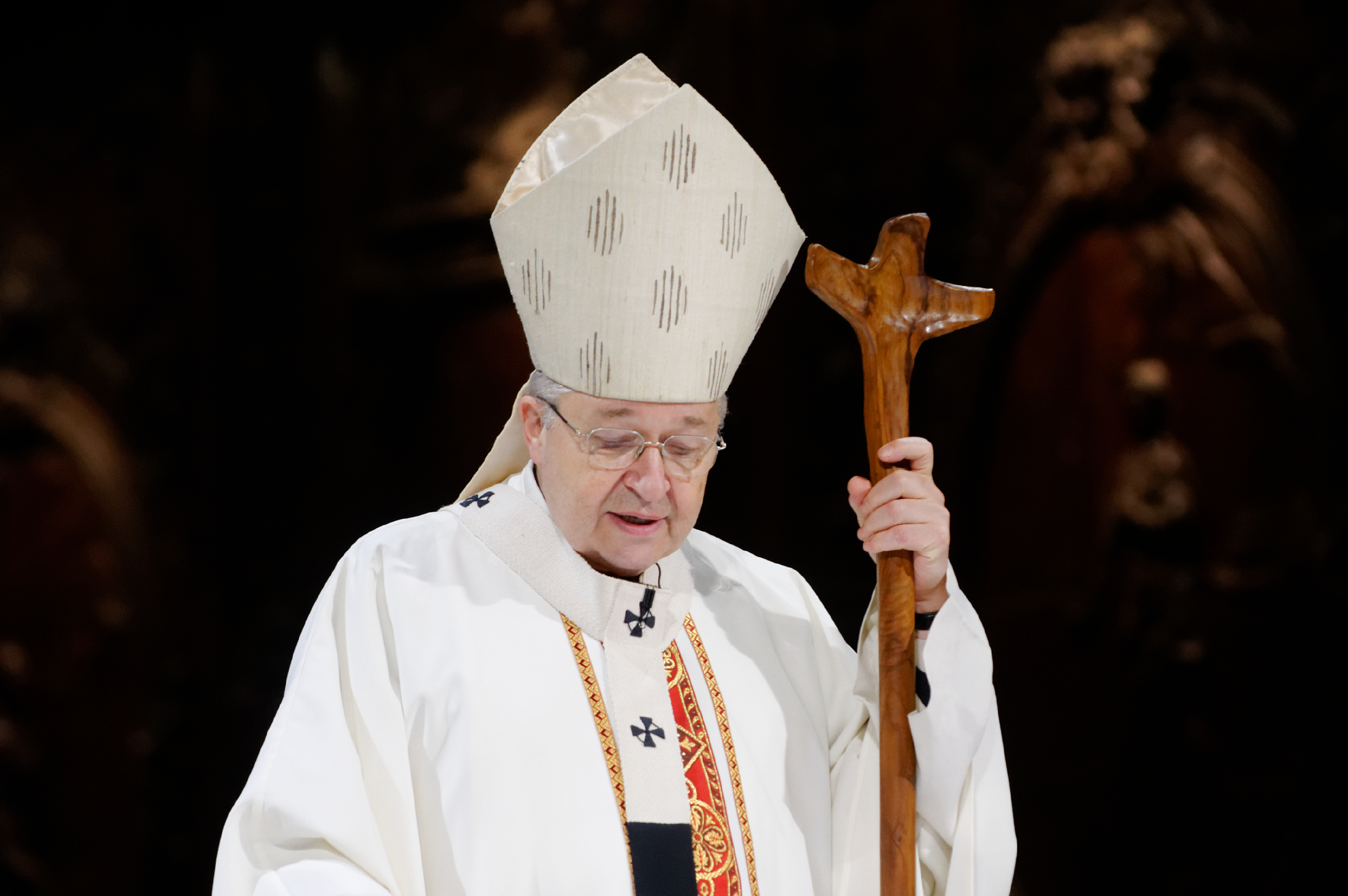
Cardenal André Vingt-Trois con su férula personal.